# 左近毅
左近 毅（さこん たけし、1936年11月25日 - 2002年1月4日）は、日本の文化学者。大阪市立大学名誉教授。

## 経歴
出生から修学期
1936年、東京で生まれた。東京外国語大学ロシヤ語科を卒業後、一橋大学大学院社会学研究科に進んだ。一橋大学では金子幸彦に師事した。1967年に修士課程を修了し、同博士課程を満期退学。
ロシア研究者として
退学後は大阪市立大学文学部助教授に就いた。後に教授昇格。1999年に大阪市立大学を定年退官し、名誉教授となった。その後は天理大学教授として教鞭をとった。学界では、日本スラブ東欧学会理事長、日本ロシア文学会関西支部長を務めた。10ヶ国語を解した。2002年に死去。

## 受賞・栄典
- 1996年：ジョージ・ケナン『シベリアと流刑制度』で日本翻訳文化賞を受賞[7]。

## 研究内容・業績
専門はロシア文化史、思想史で、ロシア・アナキズムを研究対象とした。また日露交渉史も研究対象とし、関連するロシア人研究者著作の翻訳も多く手掛けた。

## 著作
著書
- Сибирь начала XIX века глазами яронца : material 1999

『18世紀初めの日本人の目からみたシベリア(資料)』
共編著
- 『遥かなる浦潮: 明治・大正時代の日本人居留民の足跡を追って』(日露交流叢書 1) 堀江満智共著、新風書房 2002
- 『ロシア文化と近代日本』奥村剋三共編、世界思想社 1998
- 『ロシア学を学ぶ人のために』藤本和貴夫編、世界思想社 1996

訳書
- 『アナーキズム』アンリ・アルヴォン（フランス語版）著、白水社(文庫クセジュ) 1972
- 『国家制度とアナーキー』(バクーニン著作集 6) 白水社 1973
- 『ドイツにおける反動 ：フランス人の覚え書』(バクーニン著作集 1) 白水社 1973
- 『セルゲイ・ネチャーエフへの手紙』(バクーニン著作集 5) 白水社 1974
- 『告白、アレクサンドル二世への嘆願書』(バクーニン著作集 2) 白水社 1974
- 『クロポトキン伝』ナタリヤ・ピルーモヴァ（ロシア語版）著、法政大学出版局(叢書・ウニベルシタス) 1994
- 『日露戦争の秘密：ロシア側史料で明るみに出た諜報戦の内幕』D・P・パヴロフ（ロシア語版）,S・A・ペトロフ著、成文社 1994
- 『シベリアと流刑制度』(全2巻) ジョージ・ケナン著、法政大学出版局(叢書・ウニベルシタス) 1996
- 『ロシアのサムライ：日露の歴史をあやなすモザイクの世界』ヴィタリー・グザーノフ（ロシア語版）著、元就出版社 2001

論文
- CiNii(左近毅)